# Anwar Siraj
Anwar Siraj est un joueur de football éthiopien, né le 8 décembre 1978 et évoluant à Al Saqr Ta'izz.
Il évolue habituellement comme défenseur.

## Carrière
Anwar Siraj joue successivement dans les équipes suivantes : Ethiopian Electric Power Corporation Football Club, Équipe d'Éthiopie de football, Oman Club, Ethiopian Electric Power Corporation Football Club, Ethiopian Electric Power Corporation Football Club, Saint George SC, Saint George SC et Al Saqr Ta'izz.